# Якутат

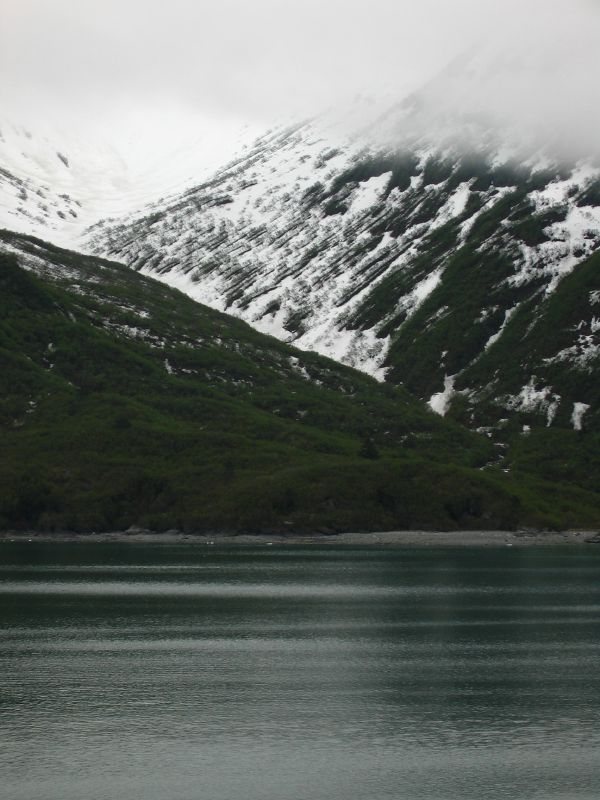
Залив Якутат

Город и боро Я́кутат (англ. Yakutat City and Borough, 59°32′42″ с. ш. 139°42′01″ з. д.) — боро в составе штата Аляска.

## История
Русские начали освоение территории Якутата в 1796 году под предводительством Александра Андреевича Баранова. Была построена крепость Якутат и селение Новороссийск (Славороссия). Крепость напоминала небольшой острог, а селение состояло из избы с двумя амбарами. В окрестностях обитали тлинкиты. Во время первой зимовки население Якутата состояло из 21 поселенца с женщинами преимущественно эскимоского происхождения. Во время первой зимовки многие колонисты погибли от цинги. В 1805 году русское поселение на Якутате пострадало в ходе стычки с местным племенем, после чего местным было разрешено свободно охотиться в окрестностях Якутата и конфликт был исчерпан.

## География
Якутат расположен на берегу залива Аляска, соединяя основную территорию штата на полуострове с узкой тихоокеанской полосой побережья вдоль Канады, в 340 км северо-западнее столицы штата Джуно. Название с местного языка тлингита переводится примерно как «место, где покоятся каноэ». Территория боро составляет 24.509 км². Якутат граничит с зонами переписи Валдиз—Кордова на северо-западе и Скагуэй и Хуна-Ангун на юго-востоке. На северо-востоке боро граничит с канадскими территорией Юкон и провинцией Британская Колумбия.

## Население
Население Якутата составляет 662 человека (2010), из них 50,37 % — белой расы, 39,60 % — коренные народности. Около 5,78 % дома разговаривают на языке тлингит.
На побережье боро развит сёрфинг.

## Природа
На территории боро расположены часть национального парка Глейшер-Бей, а также несколько охраняемых природных зон (англ. Protected area) и известный ледник Хаббард.

## Климат
Климат умеренный морской (по другой терминологии — субарктический, так как лишь три месяца средняя температура выше +10 °C). Среднемесячные температуры колеблются от −3,8 °C в январе до +11,9 °C в июле-августе. Осадки выпадают в течение всего года, в среднем — 3783 мм.